# Pat Robertson
Pat Robertson, właśc. Marion Gordon Robertson (ur. 22 marca 1930 w Lexington w stanie Wirginia, zm. 8 czerwca 2023 w Virginia Beach) – amerykański polityk, duchowny i teleewangelista ewangelikalny. Autor bestsellerów, w tym m.in. książki The New World Order. Uważany jest za jednego z najbardziej wpływowych ludzi konserwatywnej prawicy w USA. Założyciel Chrześcijańskiej Koalicji Ameryki.

## Życiorys
Syn A.W. Robertsona, demokratycznego kongresmena i senatora. W 1959 ukończył New York Theological Seminary. W czasie studiów związał się z ruchem charyzmatycznym i w 1957 miał doświadczyć chrztu w Duchu Świętym. W 1961 założył telewizję religijną Christian Broadcasting Network, w której prowadził własny talk-show The 700 Club. W 1978 powołał do życia mieszczący się w Virginia Beach międzywyznaniowy uniwersytet chrześcijański Regent University. 
Ordynowany w 1961 na duchownego w Południowej Konwencji Baptystów, pełnił swoją posługę w ramach tego kościoła do 1986. Pomimo iż był baptystą, pod względem poglądów i zachowań przypominał zielonoświątkowych ewangelistów.
W 1988 bezskutecznie ubiegał się o nominację Partii Republikańskiej w wyborach na urząd prezydenta USA.

## Poglądy i kontrowersje
Podzielał fundamentalistyczne, wzbudzające kontrowersje poglądy. Zwłaszcza bezkompromisowo krytykował aborcję, homoseksualizm, liberalizm i feminizm. Głosił, że Bóg karze ludzi za przestępstwa moralne i wielokrotnie oświadczał, że katastrofy naturalne są zemstą boską. Oświadczył m.in. że trzęsienie ziemi na Haiti w 2010 było karą za zawarcie przez władze tego kraju paktu z diabłem. W swoich wypowiedziach atakował hinduizm i islam, nawoływał także do zamordowania prezydenta Wenezueli Hugo Cháveza i głosił, że choroba izraelskiego premiera Ariela Szarona to zesłana na niego kara boża. Regularnie publicznie oświadczał, iż otrzymuje od Boga wiadomości o zbliżających się wydarzeniach światowych. Zapowiadał m.in. nadejście Sądu Ostatecznego na koniec 1982 roku. W 2011 otrzymał nagrodę Ig Nobla w dziedzinie matematyki za obliczanie dat końca świata.
Był zwolennikiem i propagatorem teorii spiskowej zakładającej istnienie międzynarodowego sprzysiężenia iluminatów, masonów, syjonistów, komunistów i światowych elit finansowych, finansowanego m.in. przez rodzinę Rothschildów. Celem owego spisku ma być według niego ustanowienie nowego porządku świata. Poglądy te zawarł w swojej książce The New World Order (1991).